# 但昭义
但昭义（1940年—），生于中国重庆，中国鋼琴家和钢琴教育家。原为四川音乐学院教授，现就职于深圳藝術學校。 他被譽為中國鋼琴教育的“教父”。
1964年毕业于四川音乐学院，留校任教。1995年，从四川音乐学院调至深圳艺术学校任教。他指导过的学生包括李云迪、陈萨、左章等。